# GE E33
GE E33 — американский электровоз переменного тока. Строился фирмой General Electric изначально для дороги Virginian Railway (VGN), но впоследствии последовательно эксплуатировались рядом дорог.

## История
На дороге VGN электровозы получили обозначение серии EL-C и номера 130—141. Это были одни из первых электровозов переменного тока производства GE, имеющие выпрямительные установки выполненные на игнитронах. В декабре 1959 года VGN объединилась с N&W, в связи с чем электровозы получили новые номера 230—241. При этом электровоз 235, незадолго до этого попавший в аварию, после восстановления был перекрашен, у остальных же ливреи остались прежними. На дороге N&W эти электровозы обслуживали те же направления, что раньше относились к VGN. Впоследствии электровоз № 230 был переделан в бустерную секцию для тепловозов, в связи с чем получил новый номер — 180. В июне 1962 года дорога отказалась от применения электровозной тяги и перешла на обслуживание поездов тепловозами. В связи с этим, бывшие EL-C были проданы дороге New Haven, на которой получили обозначение EF-4 и номера 300—310. Электровоз N&W 180 больше не эксплуатировался и использовался в качестве источника запчастей. В 1969 году новым владельцем электровозов стала Penn Central, на которой 10 электровозов (№ 301 ранее попал в крушение и потому списан) получили обозначение E33 и номера 4601—4610. В апреле 1976 года E33 начали эксплуатироваться на новообразованной Conrail, в связи с чем были перекрашены. В конце марта 1981 года, в связи с закрытием на дороге электровозной тяги, все 10 E33 были исключены из инвентаря и списаны.
| Начало эксплуатации | Дорога | Дорога   | Дорога | Дорога |
| Начало эксплуатации | VGN    | N&W      | NH     | PC     |
| ------------------- | ------ | -------- | ------ | ------ |
| октябрь 1956        | 130    | 230/ 180 | —      | —      |
| октябрь 1956        | 131    | 231      | 300    | 4601   |
| ноябрь 1956         | 132    | 232      | 301    | —      |
| ноябрь 1956         | 133    | 233      | 302    | 4602   |
| ноябрь 1956         | 134    | 234      | 303    | 4603   |
| ноябрь 1956         | 135    | 235      | 304    | 4604   |
| декабрь 1956        | 136    | 236      | 305    | 4605   |
| декабрь 1956        | 137    | 237      | 306    | 4606   |
| декабрь 1956        | 138    | 238      | 307    | 4607   |
| январь 1956         | 139    | 239      | 308    | 4608   |
| январь 1956         | 140    | 240      | 309    | 4609   |
| февраль 1957        | 141    | 241      | 310    | 4610   |

Сохранились лишь 2 электровоза, которые получили первоначальные обозначение серии и номера:
- 131 — Железнодорожный музей в Новой Англии
- 135 — Виргинский музей транспорта

## Культурные аспекты
Присутствует в игре Transport Giant, причём появляется в 1919 году, что не соответствует действительности.
Фирма Bachmann Specrum выпускает модель электровоза GE E33 № 4608 компании Conrail в масштабе H0 (1:87).
Фирма LIONEL выпускает модель электровоза GE E33 компании Conrail в масштабе 0 (1:45).